# Tapinocephalus
Tapinocephalus là một chi dinocephalia ăn thực vật lớn sống vào thời kỳ kỷ Permi.